# Julien Green
Julian Hartridge Green, o Julien Green (París, 6 de septiembre de 1900-íd., 13 de agosto de 1998), fue un escritor estadounidense autor de una vasta obra novelística —en la que destacan títulos como Léviathan, Moïra y Chaque homme dans sa nuit [Cada hombre en su noche]— y unos extensos Diarios (que abarcan desde 1926 hasta 1976). Converso al catolicismo, escribió principalmente en francés y llegó a pertenecer a la Académie française, pero rehusó nacionalizarse francés.

## Biografía
Julien Green nació de padres estadounidenses en París, descendiendo por el lado materno de un senador confederado, Julian Hartridge (1829–1879), quien más tarde sirvió como representante demócrata de Georgia en el Congreso estadounidense, y quien dio su nombre a Julien Green. (Green fue bautizado como «Julian», cuya ortografía fue cambiada por su editor francés en los años 1920 por «Julien».)
Nacido en el seno de una familia protestante, se convirtió al catolicismo en 1915. Estudió en el Lycée Janson de Sailly de París. A los dieciséis, prestó servicio voluntario en ambulancia en el American Field Service. Cuando se descubrió su edad su alistamiento fue anulado. Inmediatamente firmó con una unidad de ambulancia de la Cruz Roja estadounidense, y cuando su servicio semestral acabó en 1918, se alistó en el ejército francés, en el que sirvió como segundo teniente de artillería hasta 1919.  Fue educado en la Universidad de Virginia en los Estados Unidos desde 1919 hasta 1922.  Su carrera como una de las principales figuras de la literatura francesa del siglo XX comenzó pronto después de su regreso de los EE. UU. En julio de 1940, después de la derrota de Francia, regresó a EE. UU.  En 1942, fue movilizado y enviado a Nueva York para trabajar en la Oficina de Información bélica de los Estados Unidos.  De allí, durante casi un año, cinco veces a la semana, se dirigiría a Francia como parte de las transmisiones radiofónicas de Voz de América, trabajando, entre otros, con André Breton y Yul Brynner.  Green regresó a Francia nada más acabada la Segunda Guerra Mundial.  Un devoto católico, la mayor parte de sus libros se centraban en las ideas de la fe y la religión así como la hipocresía.  Varios de sus libros se referían a los estados del Sur, y él se identificó fuertemente con el destino de la Confederación, caracterizándose a sí mismo, a lo largo de su vida, como un «sudista».  Heredó esta versión de patriotismo de su madre, quien provenía de una distinguida familia sureña.  Algunos años antes del nacimiento de Julien, cuando al padre de Julien le ofrecieron una elección de puestos (con su banco) en Alemania o Francia, la madre de Julien instó a que eligiera Francia basándose en que los franceses son «también gente orgullosa, recientemente derrotada en una guerra, y nos entenderemos entre nosotros» (La referencia es a la derrota de Francia en el año 1871 en la Guerra franco-prusiana).
En Francia, tanto en vida como en la actualidad, la fama de Julien Green se basa principalmente no en sus novelas, sino en sus diarios, publicados en diez volúmenes, y que abarcan los años 1926-1976. Estos volúmenes leídos ávidamente y bien conocidos proporcionan una crónica de su vida literaria y religiosa, y una ventana única a la escena artística y literaria en París a lo largo de medio siglo. El estilo de Green, austero y que emplea con gran efecto el passé simple, un tiempo literario casi abandonado por muchos de sus contemporáneos franceses, encontró el favor de la Académie Française, un hecho mencionado en su elección para tan augusto cuerpo. Green dimitió de la Académie poco antes de su muerte, citando su herencia y lealtades estadounidenses.
Mientras que Green escribió ante todo en idioma francés, también lo hizo en inglés, siendo enteramente bilingüe. Tradujo algunas de sus propias obras del francés al inglés (a veces, con la ayuda de su hermana, Anne). Una colección de algunas de sus traducciones está publicada en Le langage et son double, con un formado de francés-inglés uno al lado del otro, facilitando la comparación directa. A pesar de ser bilingüe, los textos de Green permanecen en gran medida desconocidos en el mundo angloparlante.
Hasta ahora, tres de sus libros se han hecho película: Léviathan (1962), para la que él mismo escribió el guion, es la más famosa. Adrienne Mesurat (1953) y La Dame de pique (1965) son las otras dos.
Green fue el primer nacional no francés en ser elegido para la Académie française. Convenientemente, sucedió a François Mauriac, asumiendo la silla número 22 el 3 de junio de 1971. Se cree que tenía doble nacionalidad pero de hecho, aunque nació en París y escribió casi exclusivamente en francés, nunca se convirtió en ciudadano francés. El presidente Georges Pompidou le ofreció la ciudadanía francesa en 1972 después de la elección de Green para la Académie, pero —leal al espíritu patriótico «sudista» que su madre le inspiró— Green lo rechazó.
Julien Green es el padre adoptivo del escritor de ficción gay, Éric Jourdan. Según Jourdan, en 1994, Green decidió trasladarse a Forlì, en Italia, en una casa que perteneció a Caterina Sforza, pero no pudo llevar a cabo el proyecto, pues su salud no era buena.
Murió en París y fue enterrado en la iglesia parroquial de Klagenfurt (Austria). Aparentemente, Green quedó muy conmovido por una estatua de la Virgen María durante una visita que hizo allí en 1990. Posteriormente, expresó su deseo de ser enterrado en una de las capillas de la iglesia.

## Premios y reconocimientos
1970. Gran Premio de Literatura de la Academia Francesa.
1971. Silla número 22 Académie française. Renunció en 1996 por sentirse norteamericano.
1991. Premio Grinzane Cavour.

## Obras (selección)
- Pamphlet contre les catholiques de France (1924)
- Mount Cinère (1926). ISBN 84-320-7153-6, Mont-cinére, 1981, Editorial Planeta, S.A.
- Suite anglaise (1927). ISBN 84-306-2048-6, Suite inglesa, 1971, Taurus Ediciones
- Le voyageur sur la terre (1927). ISBN 84-7702-009-4, El viajero en la tierra, 1988, Valdemar; ISBN 84-7660-073-9, El viatger en la terra; Les claus de la mort, (en catalán 1990, Edicions Bromera, El viajero sobre la tierra, 2012, Automática Editorial; ISBN 84-15509-05-9
- Adrienne Mesurat (1927). En España: ISBN 84-01-81315-8, Adrienne Mesura, 1983, Plaza & Janés Editores, S.A.; ISBN 84-226-3223-3, Adrienne Mesurat, 1990, Círculo de Lectores, S.A. e ISBN 84-233-1573-8, Adrienne Mesurat, 1987, Ediciones Destino, S.A.
- Un puritain homme de lettres (1928)
- Léviathan (The Dark Journey, 1929). ISBN 84-7979-045-8, Leviatán, 1993, Anaya & Mario Muchnik; ISBN 84-320-7146-3, Leviatán, 1981, Editorial Planeta, S.A.; ISBN 84-347-0059-X, Leviatán, 1973, Ediciones Rodas, S.A.
- L'autre sommeil (1930)
- Épaves (The Strange River, 1932)
- Le visionnaire (The Dreamer, 1934)
- Minuit, (Midnight, 1936). ISBN 84-01-30265-X, Medianoche, 1979, Plaza & Janés Editores, S.A.; ISBN 84-01-43638-9, Medianoche, 1981, Plaza & Janés Editores, S.A.
- Journals I, II, III (1938-46)
- Varouna (Then Shall the Dust Return, 1940). ISBN 84-7979-085-7, Varuna, 1994, Anaya & Mario Muchnik.
- Memories of Happy Days (1942)
- Si j'étais vous... (If I Were You, 1947). ISBN 84-233-1703-X, Si yo fuese usted, 1989, Ediciones Destino, S.A.
- Moïra (1950). ISBN 84-320-5513-1, Moira, 1971, Editorial Planeta, S.A.
- Sud (1953)
- L'ennemi (1954)
- La malfaiteur (The Transgressor, 1956). ISBN 84-320-6423-8, El malhechor, 1980, Editorial Planeta, S.A.; ISBN 84-320-7135-8, El malhechor, 1980, Editorial Planeta, S.A.
- L'ombre (1956)
- Le bel aujour-d'hui (1958)
- Chaque homme dans sa nuit (1960). En España: ISBN 84-233-1645-9, Cada hombre en su noche, 1988, Ediciones Destino, S.A.; ISBN 84-01-43071-2, Cada hombre en su noche, 1969, Plaza & Janés Editores, S.A.; ISBN 84-08-46195-8, Cada hombre en su noche, 1997, Editorial Planeta, S.A.
- Partir avant le jour (To Leave Before Dawn/The Green Paradise, 1963)
- Mille chemins ouverts (The War at Sixteen, 1964)
- Terre lointaine (Love in America, 1966).
- Les années fáciles (1970)
- L'autre (The Other One, 1971). ISBN 84-7979-204-3, El otro, 1996, Anaya & Mario Muchnik; ISBN 84-01-30102-5, El otro, 1972, Plaza & Janés Editores, S.A.
- Qui sommes-nous (1972)
- Ce qui reste du jour (1972)
- Jeunesse (1974). ISBN 84-01-34041-1, Juventud, 1976, Plaza & Janés Editores, S.A.
- La liberté (1974)
- Memories of Evil Days (1976)
- La Nuit des fantômes (1976)
- Le Mauvais lieu (1977. Lugar de perdición 1992. Anaya & Mario Muchnik. ISBN 84-7979-016-4
- Ce qu'il faut d'amour à l'homme (1978)
- Dans la gueule du temps (1979)
- Les Pays lointains (The Distant Lands, 1987). ISBN 84-7735-787-0, Países lejanos, 1988, Ediciones B, S.A.
- Les Étoiles du sud (The Stars of the South, 1989). En España: ISBN 84-7979-004-0, Las estrellas del sur, 1992, Anaya & Mario Muchnik
- Paris (1991). En España: ISBN 84-8191-715-X, París, 2005. Editorial Pre-Textos

## Obras en español
- Viajero por la Tierra. Zig-Zag, Santiago de Chile, 1934. 120 pp. Traducción de Hernán del Solar
- Adriana Mesurat. Sudamericana, Buenos Aires, 1939. 421 pp. Traducción de Lyzandro Z. D. Galtier
- Mont- Cinére. Ánfora, Barcelona, 1943. 210 pp. Traducción de María Teresa Mayol
- Varuna. Siglo veinte, Buenos Aires, 1949. 249 pp. Traducción de Pablo Palant
- Si yo fuera usted. Emecé, Buenos Aires, 1950. 245 pp. Traducción de Abel Mateo
- El viajero sobre la tierra. Emecé, Cuadernos de la Quimera. Buenos Aires, 1950. 98 pp. Traducción de Silvina Ocampo
- Moira. Emecé, Buenos Aires, 1951. 226 pp. Traducción de Silvina Bullrich
- Medianoche. Sur, Buenos Aires, 1954. 204 pp. Traducción de Enrique Pezzoni
- Sur. Emecé, Colección Teatro del Mundo. Buenos Aires, 1954. 166 pp. Traducción de Bonifacio del Carril
- Despojos. Troquel, Buenos Aires, 1955. 258 pp. Traducción de Jean Rémy
- El otro sueño. Tirso, Buenos Aires, 1958. 174 pp. Traducción de Renato Pellegrini y Abelardo Arias
- El malhechor. Emecé, Buenos Aires, 1958. 180 pp. Traducción de Alfredo J. Weiss
- OBRAS. Leviathan , Mont-Cinére, El peregrino en la tierra, Las llaves de la muerte, Cristina. Plaza y Janés, Barcelona, 1961. 765 pp.
- Cada hombre en su noche. Emecé, Buenos Aires, 1962. 362 pp. Traducción de Inés Oyuela de Estrada
- Partir antes del día. Emecé, Buenos Aires, 1964. 278 pp. Traducción de Augusto Guibourg
- Mil caminos abiertos. Emecé, Buenos Aires, 1965. 202 pp. Traducción de Enrique Molina
- Tierra lejana. Emecé, Buenos Aires, 1967. 254 pp. Traducción de Eduardo Eggers
- Mont-Cinére, El peregrino en la tierra, Cristina. Ediciones G.P., Barcelona, 1967. 320 pp.
- Cada hombre en su noche. Ediciones G.P., Barcelona, 1969. Traducción de J. Ferrer Aleu
- El malhechor. Planeta, Barcelona, 1980. 248 pp. Traducción de Enrique Sordo
- Moira. Debate, Madrid, 1985. 210 pp. Traducción de Juan A. Pérez Masson y Ana D. Pabón
- Adrienne Mesurat. Destino, 1987. 308 pp. Traducción de Joan Vinjoli
- Países lejanos. Narradores de Hoy, 1988. 862 pp. Prólogo de Rafael Conte. Traducción de Mauricio Wacquez
- París. Libertad querida. Paradigma, Barcelona, 1990. 124 pp. Traducción de Mónica Maragall
- Lugar de perdición. Anaya & Mario Muchnik, Barcelona, 1992. 246 pp.
- Las estrellas del sur. Anaya & Mario Muchnik, Barcelona, 1992. 696 pp. Traducción de Mauricio Wacquez
- Hermano Francisco. Atlántida, Buenos Aires, 1996. 286 pp. Traducción de María Cristina Sardoy
- Cada hombre en su noche. Planeta, 1997. 332 pp. Traducción de Enrique Sordo
- Dixie. Anaya & Mario Muchnik, Madrid, 1997. 292 pp. Traducción de Francisco García-Cardona
- París. Pre-textos, 2005. 160 pp. Traducción de Tomás Fernández Aúz y Beatriz Eguibar Barrena
- Suite inglesa. Ariel, Barcelona, 2008. 173 pp. Traducción de Jesús Aguirre